# اختبار خاركي بيرا
اختبار خاركي بيرا (بالإنجليزية: Jarque-Bera Test)‏ هو اختبار إحصائي لتأكيد الفرضية المنعدمة «العينة مستقاة من جمهرة موزعة طبيعيا».
تم اقتراح الاختبار من طرف الإحصائيين كارلوس خاركي وأنيل بيرا سنة 1980.
ينتمي اختبار خاركي بيرا إلى الاختبارات غير المعلمية بحكم أنه، على عكس الاختبارات المشابهة (شابيرو ويلك مثلا) فإنه لا يهتم بالتشابه الإحصائي للبيانات مع بيانات نظرية بنفس أبعادها (متوسط وحجم العينة مثلا). يقوم الاختبار على قياس مدى اقتراب مميزات النزعة المركزية للعينة المدروسة، وخصوصا معاملي التجانف (Skweness) والتفرطح (Kurtosis)، مع معاملات عينة موزعة طبيعيا، بنفس المتوسط والتباين.
يتميز الاختبار أيضا بسهولة تطبيقه وبقوته الاختبارية بالنسبة للعينات الكبرى.

## إحصائية الاختبار
باعتبار عينة تضم {\displaystyle n} عنصرا إحصائيا ببياناتهم وفق متغير كمي {\displaystyle X} ، الفرضية المنعدمة ونقيضتها هما:
- {\displaystyle H_{0}}: البيانات موزعة طبيعيا
- {\displaystyle H_{1}}: البيانات غير موزعة طبيعيا

إحصائية الاختبار يشار إليها ب {\displaystyle JB} وتساوي: {\displaystyle JB={\frac {n}{6}}(\beta _{1}^{2}+{\frac {(\beta _{2}-3)^{2}}{4}})}
بحيث {\displaystyle \beta _{1}} و{\displaystyle \beta _{2}} هما على التوالي معاملا التجانف والتفرطح حسب قيم العينة.
{\displaystyle {\begin{aligned}&\beta _{1}={\frac {{\hat {\mu }}_{3}}{{\hat {\sigma }}^{3}}}={\frac {{\frac {1}{n}}\sum _{i=1}^{n}(x_{i}-{\bar {x}})^{3}}{\left({\frac {1}{n}}\sum _{i=1}^{n}(x_{i}-{\bar {x}})^{2}\right)^{3/2}}}\\&\beta _{2}={\frac {{\hat {\mu }}_{4}}{{\hat {\sigma }}^{4}}}={\frac {{\frac {1}{n}}\sum _{i=1}^{n}(x_{i}-{\bar {x}})^{4}}{\left({\frac {1}{n}}\sum _{i=1}^{n}(x_{i}-{\bar {x}})^{2}\right)^{2}}},\end{aligned}}}
{\displaystyle {\hat {\mu }}_{3}} و{\displaystyle {\hat {\mu }}_{4}} هما مقدرا العزمين من الرتبتين الثالثة والرابعة بينما {\displaystyle {\widehat {\sigma }}^{2}} تمثل تباين العينة.
الفرضية المنعدمة يمكن كتابتها أيضا على شكل: {\displaystyle H_{0}:(\beta _{1},\beta _{2})=(0,3)} وهما قيمتا التجانف والتفرطح في حالة التوزيع الطبيعي.
الإحصائية {\displaystyle JB} موزعة حسب توزيع خي-تربيع بدرجتي (2) حرية.

## تأويل الاختبار
العتبة الحرجة، التي بموجبها ترفض الفرضية تكون بدلالة عتبة القيمة الاحتمالية {\displaystyle \alpha } ودرجة الحرية الموافقة لتوزيع خي تربيع (في هذه الحالة 2). باستخدام القيم الاحتمالية (p-value) وباعتبار عتبة {\displaystyle \alpha } (في الغالب تعتبر عتبة 0.05):
- إذا كانت القيمة الاحتمالية أصغر من العتبة {\displaystyle \alpha } ترفض الفرضية المنعدمة.
- إذا كانت القيمة الاحتمالية أكبر من العتبة {\displaystyle \alpha }، لا ترفض الفرضية المنعدمة.